# Stachorutes tatricus
Stachorutes tatricus is een springstaartensoort uit de familie van de Neanuridae. De wetenschappelijke naam van de soort is voor het eerst geldig gepubliceerd in 2001 door Smolis & Skarzynski.